# Selatrað
Selatrað er en bygd på Færøerne. Den ligger ved Sundini på Eysturoys vestkyst og er en del af Sjóvar kommuna. Bebyggelsen i Selatrað er mere spredt end det er sædvanligt i en færøsk bygd. 
Den 1. januar 2025 havde Selatrað 45 indbyggere.
Den nu nedlagte skole bliver i nutiden brugt som forsamlingshus og lægger hus til forskellige aktiviteter.
En anløbsbro blev anlagt i 1965, og den er senere blevet udvidet til en mindre bådehavn.
Siden 1993 har KFUM Spejderne på Færøerne ejet og drevet Spejdercentret ved Selatrað. Der er blandt andet meget at se. Blandt andet en boldgade, legeplads for de mindste og entoiletbygning, som er åben for offentligheden hele året rundt. Om sommeren er der en stor familielejr, hvor folk kan prøve alle former for spejderaktiviteter.

## Historie
Selatrað er første gang nævnt i Hundebrevet.  Bebyggelsen på Selatrað er mere spredt end det er sædvanligt i en færøsk bygd.
Indtil broen mellem de to hovedøer blev bygget i 1975, sejlede færgen til og fra Tórshavn, så al trafik derfra mod øst for øgruppen gik gennem Selatrað.

## Kirken
Selatraðar kirkja er fra 1927 og er opført i beton med gråt eternittag, med et tårn med pyramidespir i vestenden. Kirkerummet står med et blåmalet tøndehvælv af træ. Altertavlen, Jesus stiller stormen, er malet af Niels Andreas Kruse. Altersølvet er skænket af kongsbonden Andreas Weihe. Alt inventar samt kirkeklokken er fra kirkens opførelse. 

## Viðarlundin á Selatrað
Plantagen der ligger nordvest for bygden, tilplantet i 1913 af Det Danske Hedeselskab og blev udvidet i 1974. Den er på 1,4 hektar, ejes af Føroya Skógfriðingarnevndin og ligger ca. 30 meter over havet og er beskyttet mod vejrliget ved sin placering i Sandá-dalen mellem bjergene mod vest, nord og øst og sundet Sundini der skiller Suduroy og Eusturoy. Flere vandrestier fører igennem den. To tredjedele af træerne er nåletræer, især graner, fyrretræer og lærketræer. En tredjedel er løvtræer, primært ahorn, elletræer og birk.

## Seværdigheder
Vest for bygden ligger det middelalderlige henrettelsessted Á Gálga. I nærheden ligger, på en græsgang ved havet, den markante kampesten Tingsteinurin , som ligger ikke langt væk på en græsgang ved havet. Her mødtes Vártinget, som også kunne afsige dødsdomme. Det siges, at en henrettelse ved hængning fandt sted her i 1626.
På Selatraðarvegur  er der en besøgsgård med 126 får, som er drevet af den samme familie i fem generationer.